# Armenian International Airways

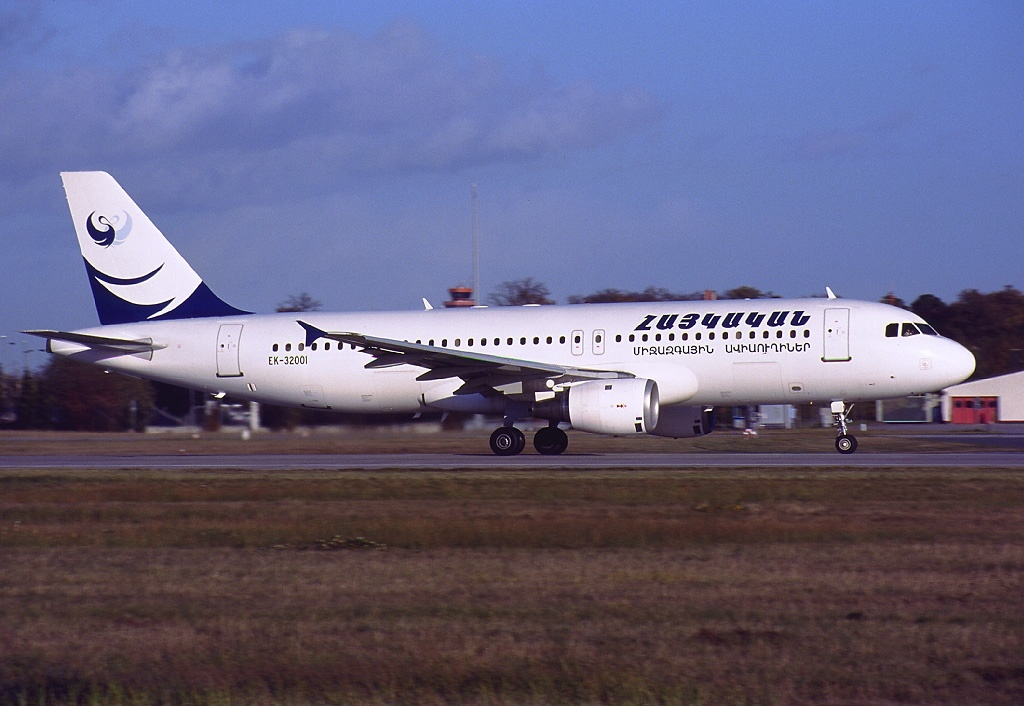
Airbus A320-212, Armenian International Airways, 2002

Armenian International Airways är ett armeniskt flygbolag skapat 2002. De flyger bland annat Airbus och har flugit Iljusjin Il-86. 
Flyger från Jerevan till Aten, Beirut, Dubai, Kiev och Paris.
Bolaget var länge olönsamt och tvingades i konkurs 2005 på grund av ekonomiska svårigheter.